# 언데이터블
《언데이터블》(영어: Undateable)은 2014년 5월 29일부터 2016년 1월 29일까지 NBC에서 방영한 시트콤이다.

## 줄거리
34살의 독신 남성 대니 버턴은 여성들과 가벼운 관계 이상으로 나아가질 못하고 있다. 그러나 대니의 주변 친구들은 모두 짝을 만나고, 대니의 룸메이트마저 결혼을 하게 되면서 집에서 나가버린다. 새 룸메이트 지원자 저스틴과 그의 친구들은 각자 "데이트 하기에 적합하지 않은"(undateable; 언데이터블) 다양한 특징들을 갖고 있다. 최근 이혼한 대니의 30대 중반 누나 레슬리도 자신이 "언데이터블"한 여성일까봐 두려워한다.

## 출연
- 크리스 델리아 - 대니 버턴 역
- 브렌트 모린 - 저스틴 커니 역
- 비앙카 카일리크 - 레슬리 버턴 역
- 론 펀치스 - 셸리 역
- 브리짓 멘들러 - 캔디스 역